# Ťačiv
Ťačiv (česky též Tiačevo, Tjačevo,Ťačovo / Tjačev, ukrajinsky Тячів, rusínsky Тячово, maďarsky Técső, rumunsky Teceu Mare) je město ležící v Maramurešské kotlině na pravém břehu Tisy na Ukrajině. Přesněji se nachází 136 km východně od Užhorodu. Ťačiv je sídlo stejnojmenného rajónu. Částí města Ťačiv je Ťačivka.

## Ťačivské městské společenství (hromada)
Ve městě je též sídlo ťačivského městského společenství (ukrajinsky Тячівська міська громада), do kterého patří Ťačiv a tyto vesnice:
- Lazy, ukrajinsky Лази
- Okruhla, ukrajinsky Округла
- Ruské Pole, ukrajinsky Руське Поле
- Ťačivka, ukrajinsky Тячівка

Ťačivské městské společenství má rozlohu 91,35 km², v roce 2020 v něm žilo 19 554 obyvatel.

## Název města
Název Ťačiv má své kořeny nejspíš v německém označení Teutschau, tedy „Německá paseka“.

## Historie

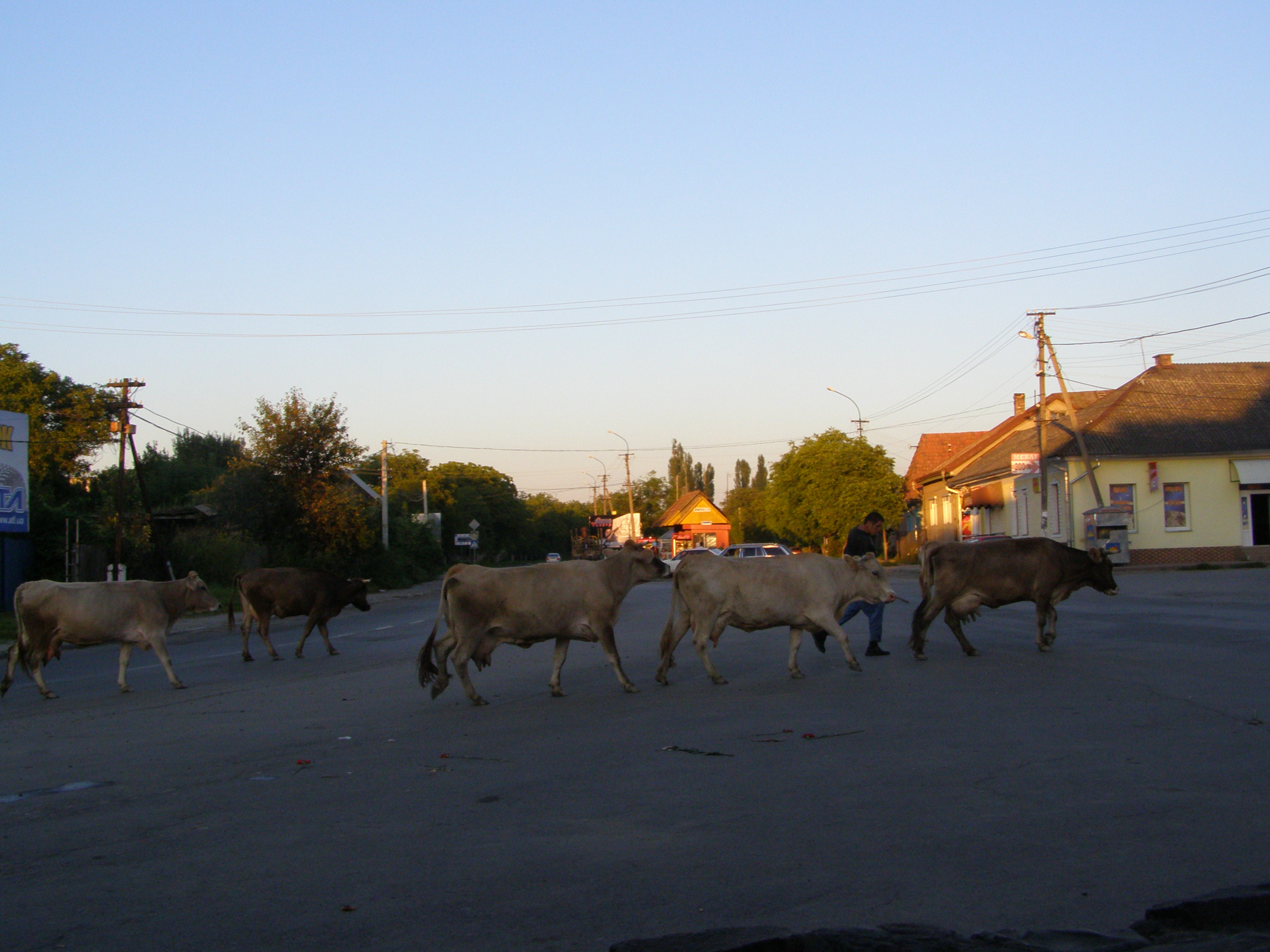
Krávy v Ťačivu

Ťačiv založili pravděpodobně osadníci ze Saska v 11. století. První písemné zmínky dokládají Ťačivu (společně s Chustem a Sighetem) titul královského města se všemi odpovídajícími privilegii, další přibývala i v následujících letech. Obyvatelé Ťačivu směli např. „lovit ryby, pást svá stáda na královských pozemcích nebo obchodovat bezcelně“.
V roce 1514 se obyvatelé Ťačivu aktivně zapojili do maďarského protifeudálního povstání. Po jeho potlačení byl Ťačiv označen za buřičské město a následně byl vypleněn.
Po roce 1918, kdy se Rakousko-Uhersko rozpadlo, se Ťačiv stal součástí Československa. Za první československé republiky byl ve městě obecní notariát, četnická stanice a poštovní úřad. V roce 1930 žilo ve městě 7 417 obyvatel, z toho 47% Rusínů, 30,5% Maďarů, 20% Židů a 2%Čechů.
V dalších letech byl osud Ťačivu stejný jako celé Zakarpatské Ukrajiny, do roku 1945 Podkarpatské Rusi. Po II. světové válce se menší část města na pravém břehu Tisy octla pod rumunskou správou. Od roku 1945 bylo město součástí Ukrajinské sovětské socialistické republiky, která byla součástí SSSR. Roku 1961 získal statut města. Od roku 1991 je součástí nezávislé Ukrajiny.
V roce 1944 strhla rozvodněná Tisa železný most do Rumunska, který později nebyl obnoven, i když se podle zpráv z roku 2018 o novém mostě uvažuje. Největší povodeň přišla zatím v roce 1970, kdy se Tisa rozlila do výšky střech během pouhých dvou hodin.

## Obyvatelstvo
Dle sčítání obyvatelstva (2001) mělo město 9 800 obyvatel, z čehož čtvrtinu tvoří Maďaři. V roce 2025 žilo v Ťačivu 9184 obyvatel; v celé obci pak žilo 10739 obyvatel.

## Hospodářství
V Ťačivu je rozšířeno ovocnářství, především pěstování jablek.

## Památky
Hlavní osu města tvoří ulice Nezaležnosti (Nezávislosti), kde nedaleko sebe leží tři významné kostely. Kamenný reformovaný kostel pochází z 15. století, na základech chrámu ze 13. století. Reformovaným se stal v roce 1556. Do roku 1944 se tu nacházela největší maramurešská knihovna. Na konci 20. století vyrostla vedle kostela reformátorská fara. Uprostřed šedivé zástavby přitahuje tato nová čtyřpatrová budova pozornost kolemjdoucích.
Řeckokatolický kostel pochází z roku 1852. V roce 1948 chrám začal sloužit pravoslaví, po zákazu řeckokatolické církve. Dnes slouží opět řeckým katolíkům.
Katolický kostel má v rodném listu rok 1780. V roce 1993 byl rekonstruován, v hnědé barvě.
Aktuálně [kdy?] se v Ťačivu staví nový pravoslavný chrám.
S Ťačivem jsou spojeny poslední roky života maďarského malíře Simona Hollósyho. Ten od roku 1886 vedl mnichovskou uměleckou školu. Od roku 1904 se svými žáky pravidelně přijížděl do Ťačiva. Před 1. světovou válkou přesídlil do Ťačiva natrvalo. Zachoval se dům, ve kterém žil. Hollósyho díla opatruje budapešťská národní galerie. Před ťačivským reformátorským kostelem najdeme Hollósyho bustu.
V Ťačivu dále stojí pomník spisovatele Tarase Ševčenka a tankisty Stěpana Vajdy. Socha V. I. Lenina byla snesena.

## Partnerská města
- Bardejov, Slovensko
- Buča, Ukrajina
- Chotěboř, Česko
- Jablunkov, Česko
- Jászberény, Maďarsko
- Kazincbarcika, Maďarsko
- Nagykálló, Maďarsko
- Negrești-Oaș, Rumunsko
- Spišská Nová Ves, Slovensko
- Vác, Maďarsko